# Nádoba

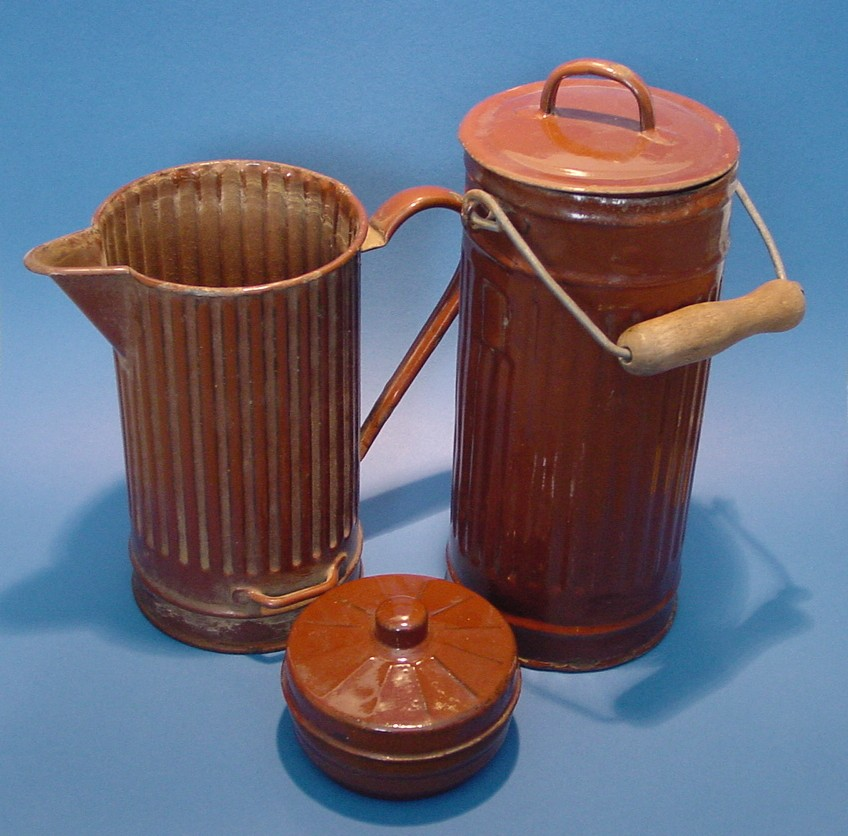
Nádoby na mléko vyrobené z obalů na plynové masky

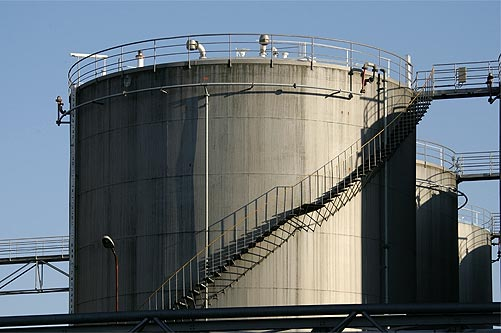
cisterna

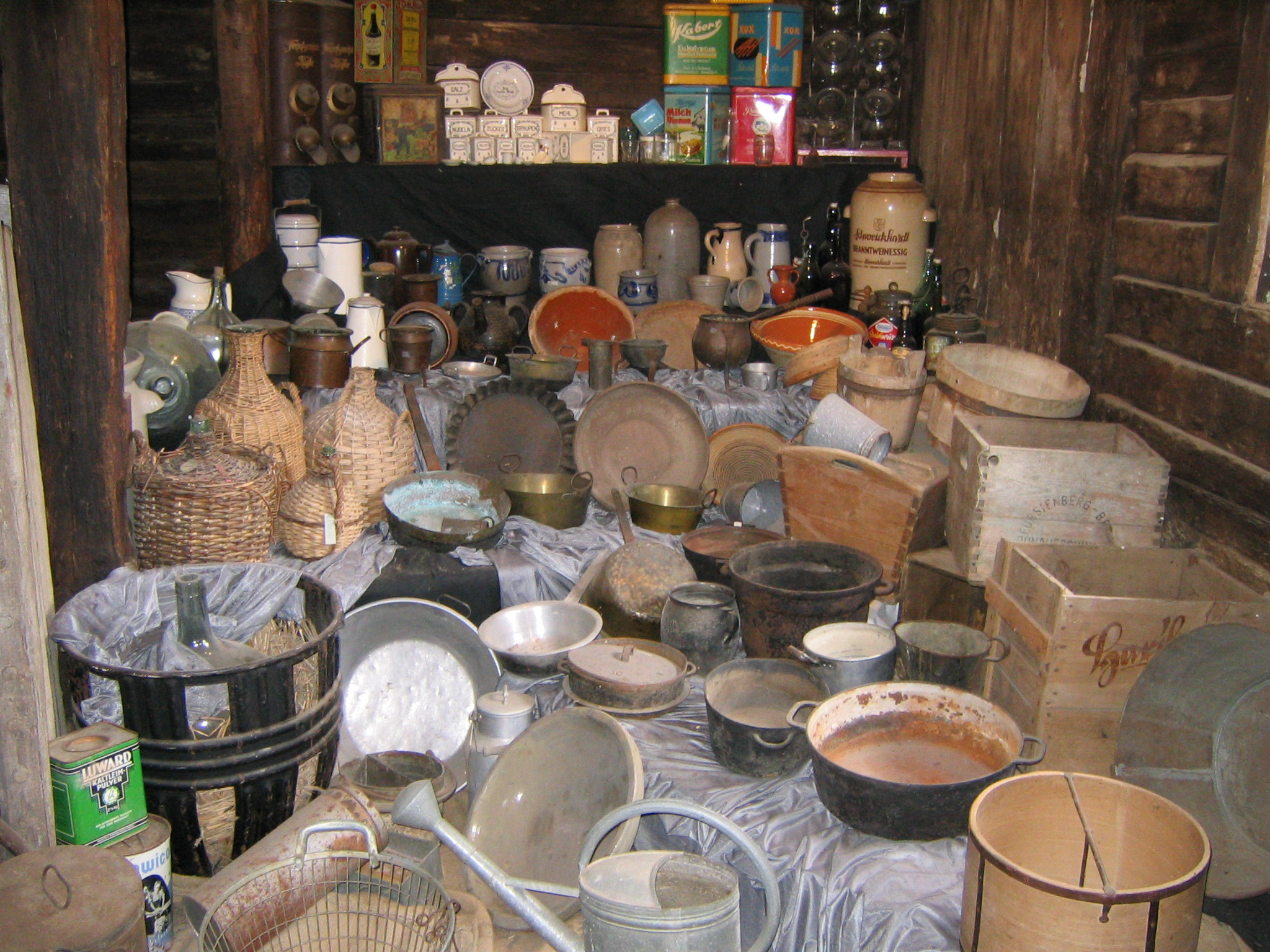
Různé nádoby

Nádoba je obecné označení pro duté těleso, používané pro uchovávání kapalin, plynů a sypkých látek. Nádoba může být otevřená (například vědro nebo káď) nebo uzavřená (parní kotel). Sada nádob používaných při přípravě a konzumaci jídla se nazývá nádobí.

## Typy nádob

### Otevřené
- bečka
- cisterna
- číše
- díže
- džbán
- džber
- hrnec
- káď
- kbelík
- konev
- koryto
- kotel
- koš
- mísa
- okřín
- pánev
- patera
- pekáč
- pohár
- popelnice
- putna
- silo
- sklenice
- stírka
- šálek
- štoudev
- talíř
- tyglík
- vana
- vědro
- vodojem

### Uzavíratelné
- bandaska
- barel
- čutora
- demižon
- kanopa
- kanystr
- kontejner (IBC)
- láhev
- sud
- termoska

### Uzavřené (tlakové)
- papinův hrnec
- plechovka
- plynojem
- tlaková láhev
- vzduchojem
- vodní vak